# Bulgarsk folkemusik
Bulgarsk folkemusik spilles og synges i Bulgarien. Den hører stilistisk til balkanmusik med sin rytmiske rigdom, foretrukne skalaer, udtryksstyrke og variation. Musikken spilles på enten folkeinstrumenter, som Bulgarien er meget rig på - eller moderne instrumenter (se nedenfor), og som en- eller flerstemmig sang.

## Musikhistorie
Alle Balkans folkemusik-stilarter afspejler på hver deres måde Balkans placering som korsvej mellem Østen og Vesten - mellem Mellemøsten og Europa. Musikken har modtaget mange forskellige påvirkninger - hvilken er én af grundene til, at Balkans folkemusik er så ekstremt rig. Til gengæld kan det være svært at bestemme, hvor og hvornår hvilke påvirkninger er sket.
Tydeligst er måske påvirkningen fra Bulgariens 500 år under Osmannerne - og via dem fra den arabiske verden. Især brugen i skaler og tonalitet er påvirkningen tydelige; flere maqam-er findes i, tillempet temperet stemning.
Sækkepiben - som er et meget populært instrument i Bulgarien - vides at været blevet spillet af Trakerne, der boede i det sydlige Bulgarien allerede omkring år 0. Instrumentet er uden tvivl blevet overleveret fra trakerne - givetvis også ifølge med musikalsk påvirkning i et eller andet omfang,
I skalamaterialet findes også kirketonearter - og flere lokale skalaer, der kun findes her. Pentatonik er mindre udbredt, men findes dog.
Men Balkans - og Bulgariens musik rummer også mange elementer, der tilsyneladende ikke findes i de forskellige udefrakommende påvirkninger: Tydeligst er nok de ulige rytmer - som findes i tyrkisk musik - men dog er langt mere udbredt og varieret i Bulgarien. Man kunne få den tanke, at disse rytmer ligesom (udspringer "fra Bulgarien" - det er dog meget svært at føre bevis for dette. Ulige rytmer findes så langt væk som i Indien og Afghanistan.
Meget karakteristisk på hele Balkan er også de meget høje tempi - som typisk ikke findes hverken hos tyrkerne - eller nordpå.
I moderne tid gjorde det kommunistiske styre meget for at udvikle og promovere folkemusikken. Det blev muligt - faktisk almindeligt, at folkemusikere tog akademiske uddannelser, og der opstod store orkestre, der spillede folkemusik arrangeret af dygtige, klassisk skolede arrangører. Dette resulterede bl.a. også i den verdensberømte bulgarske kor-stil - først populariseret gennem Le Mystère des Voix Bulgares - i alt kan man sige, at samspillet mellem kommunismen og folkemusikken i Bulgarien på mange måder gav mulighed for stor kreativ udvikling og fantastiske resultater.
Op genne 70'erne og 80'erne udvikledes sideløbende den mere moderniserede form af folkemusikken, "svatbarske muzika" ("bryllupsmusik") - der i højere grad benyttede moderne instrumenter, trommesæt, elektrisk forstærkning og med en betydeligt mere anarkistisk tilgang fandt inspiration i bl.a. rock og jazz (der var forbudt i Bulgarien på det tidspunkt). Denne musik, der i udbredt grad udførtes af roma-musikere var ikke var accepteret af regimet, hvilket skabte store problemer og spændinger for disse musikere - med klarinet-legenden Ivo Papazov som det vigtigste eksempel.
Efter kommunismens fald, vendte den brede befolkningen sig i høj grad væk fra folkemusikken, der i for høj grad var forbundet med kommunisttiden, og folkemusikkens popularitet faldt drastisk. Dog synes der nu at være tegn på, at bulgarerne så småt begynder at genopdage den kulturelle skat, som landets folkemusik er.
Kendskabet til denne musik har igennem årenes løb bredt sig over det meste af verden - så man nu i en vis forstand kan kalde den "global" - der findes bulgarsk-inspirerede kor og ensembler over det meste af verden - herhjemme repræsenteret ved bl.a. Sedjanka, Usmifka, Glas, og Orfeus Balkan Ensemble.
Folkemusikken har også inspireret en lang række klassiske bulgarske komponister som f.eks. Pancho Vladigerov til kammer- kor- og orkesterværker.

## Tekstunivers
Der findes et enormt antal folkesange, og folkepoesien er meget rig og varieret. Emnerne er typisk: alle former for kærlighedssange, sange med historisk indhold (gerne relateret til det osmanniske herredømme i landet). Karakteristisk er en ofte humoristisk, og meget menneskelig tone. .

## Sangstil
Sangene synges i stemmens normalregister og kun som effekt i falsetten. Høje toner presses til en metallisk klang der kan høres fra bjerg til bjerg. Vibrato undgås og i stedet udsmykkes de enkelte fraser gerne med kvarttoneforsiringer, trioler og bevidste knæk. Ofte synges en drone under hele sangen – en enkelt tone som alle kan synge med på, og som understreger den rytmiske bund – og giver forsangeren lejlighed til at brede sit talent for frasering og fortolkning ud.
Den bulgarske sang blev bredere kendt med udgivelsen af pladen Le mystère des Voix Bulgares – et kvindekor fra Sofia der fremfører nye, flerstemmige kompositioner og arrangementer af gamle folkesange.

## Instrumenter
Bulgarien har et meget rigt opbud af traditionelle folkemusikinstrumenter. Karakteristisk for disse er, at de nærmest uden undtagelse er kromatiske og har et forholdsvis stort toneomfang - hvilket giver dem store musikalske muligheder (også for at spille stilarter udenfor bulgarsk folkemusik)
Disse instrumenter dyrkes fortsat, sideløbende med moderne instrumenter -  på højt professionelt niveau.
De vigtigste af disse - der spilles i stort set hele landet er:
Kaval - fløjte, endeblæst, i altlejet, i familie med den arabiske nei
Gajda - bulgarsk sækkepibe
Gadulka - strygeinstrument med 3 melodistrenge og 12 resonansstrenge, der spille over knæet, i stil med gamben.
Tambura - strengeinstrument, 4-strenget med bånd, i sopran-lejet.
Tapan - bulgarsk tromme
De vigtigste moderne instrumenter:
Klarinet
Saxofon
Harmonika
Violin
Keyboard
Guitar
Bas
Trommesæt

Der har i nogen grad været tradition for at holde disse to instrument-"sæt" adskilt - som ren folke- eller moderne instrumentation. Kombinationer anvendes dog i høj grad i moderne Bulgarsk folkemusik.

## Rytmer
I den bulgarske folkemusik findes en meget stort (næppe overgået noget andet sted i verden) opbud af forskellige lige - og ikke mindst skæve - rytmer. (Jvr. Béla Bartóks betegnelse for skæve rytmer, som han simpelthen kaldte "bulgarske rytmer")
Dominerende er taktarter sammensat af pulsslag af forskellig længde - på hhv. 2 og 3 enheder (sekstendedele).
De to allermest almindelige rytmer er pravo horo (2/4) og rachenitsa (7/16)
Rytmer med hurtig tælletid, puls på 2- og 3-grupper:
5/16 2+3 - pajdushko horo
7/16 2+2+3 - rachenitsa
7/16 3+2+2 - chetvorno horo, ginka horo
9/16 2+2+2+3 - dajchovo horo, varnensko horo
9/16 2+3+2+2 - grancharsko horo
11/16 2+2+3+2+2 - kopanitsa, gankino horo
12/16 3+2+2+2+3 - petrunino horo (kan også dække over andre taktarter)
13/16 2+2+2+3+2+2 - krivo horo
15/16 2+2+2+2+3+2+2 - buchimish
18/16 2+2+3+2+2+3+2+2
25/16 3+2+2+3+2+2+2+2+3+2+2 - sedi donka, iztarsi kaltsi

Lige rytmer
2/4 (trioliseret) pravo horo)
2/4 (tropanka, raka horo, buenek)
8/8 3+3+2 (graovsko horo)
4/4, synkoperet, kjuchek, i stil med rumba
Rytmer med pulsslag på hvert taktslag (på bulgarsk kaldet "brede"):
7/8 2+2+3 (elenino horo, petrunino horo)
9/8 2+2+2+3 (Dzhunguritsa, kjuchek)
Derudover findes der en lang række mere eller mindre enkeltstående tilfælde af andre kombinationer, stykker i skiftende taktarter - samt af andre, mere lokale, navne for de samme rytmer/danse.
Og så er rubato-ballader, uden rytme, er meget almindelige.